# Allogny
Allogny est une commune française située dans le département du Cher, en région Centre-Val de Loire.
Le point culminant de la Sologne (288 m) se trouve sur la commune.

## Géographie

### Climat
Pour des articles plus généraux, voir Climat du Centre-Val de Loire et Climat du Cher.
En 2010, le climat de la commune est de type climat océanique dégradé des plaines du Centre et du Nord, selon une étude du CNRS s'appuyant sur une série de données couvrant la période 1971-2000. En 2020, Météo-France publie une typologie des climats de la France métropolitaine dans laquelle la commune est exposée à un climat océanique altéré et est dans la région climatique Centre et contreforts nord du Massif Central, caractérisée par un air sec en été et un bon ensoleillement.
Pour la période 1971-2000, la température annuelle moyenne est de 11,3 °C, avec une amplitude thermique annuelle de 15,5 °C. Le cumul annuel moyen de précipitations est de 873 mm, avec 11 jours de précipitations en janvier et 7,7 jours en juillet. Pour la période 1991-2020, la température moyenne annuelle observée sur la station météorologique la plus proche, située sur la commune de Neuvy-sur-Barangeon à 11 km à vol d'oiseau, est de 11,5 °C et le cumul annuel moyen de précipitations est de 869,7 mm,. Pour l'avenir, les paramètres climatiques de la commune estimés pour 2050 selon différents scénarios d'émission de gaz à effet de serre sont consultables sur un site dédié publié par Météo-France en novembre 2022.

## Urbanisme

### Typologie
Au 1er janvier 2024, Allogny est catégorisée commune rurale à habitat dispersé, selon la nouvelle grille communale de densité à 7 niveaux définie par l'Insee en 2022.
Elle est située hors unité urbaine. Par ailleurs la commune fait partie de l'aire d'attraction de Bourges, dont elle est une commune de la couronne,. Cette aire, qui regroupe 111 communes, est catégorisée dans les aires de 50 000 à moins de 200 000 habitants,.

### Occupation des sols
L'occupation des sols de la commune, telle qu'elle ressort de la base de données européenne d’occupation biophysique des sols Corine Land Cover (CLC), est marquée par l'importance des forêts et milieux semi-naturels (80,7 % en 2018), une proportion sensiblement équivalente à celle de 1990 (80,2 %). La répartition détaillée en 2018 est la suivante : 
forêts (79,9 %), prairies (7,7 %), terres arables (5 %), zones agricoles hétérogènes (3,5 %), zones urbanisées (2 %), cultures permanentes (1 %), milieux à végétation arbustive et/ou herbacée (0,8 %).
L'évolution de l’occupation des sols de la commune et de ses infrastructures peut être observée sur les différentes représentations cartographiques du territoire : la carte de Cassini (XVIIIe siècle), la carte d'état-major (1820-1866) et les cartes ou photos aériennes de l'IGN pour la période actuelle (1950 à aujourd'hui).

### Risques majeurs
Le territoire de la commune d'Allogny est vulnérable à différents aléas naturels : météorologiques (tempête, orage, neige, grand froid, canicule ou sécheresse), feux de forêts, mouvements de terrains et séisme (sismicité faible). Un site publié par le BRGM permet d'évaluer simplement et rapidement les risques d'un bien localisé soit par son adresse soit par le numéro de sa parcelle.
Le département du Cher est moins exposé au risque de feux de forêts que le pourtour méditerranéen ou le golfe de Gascogne. Néanmoins la forêt occupe près du quart du département et certaines communes sont très vulnérables, notamment les communes de Sologne dont fait partie Allogny. Il est ainsi défendu aux propriétaires de la commune et à leurs ayants droit de porter ou d’allumer du feu dans l'intérieur et à une distance de 200 mètres des bois, forêts, plantations, reboisements ainsi que des landes. L’écobuage est également interdit, ainsi que les feux de type méchouis et barbecues, à l’exception de ceux prévus dans des installations fixes (non situées sous couvert d'arbres) constituant une dépendance d'habitation.

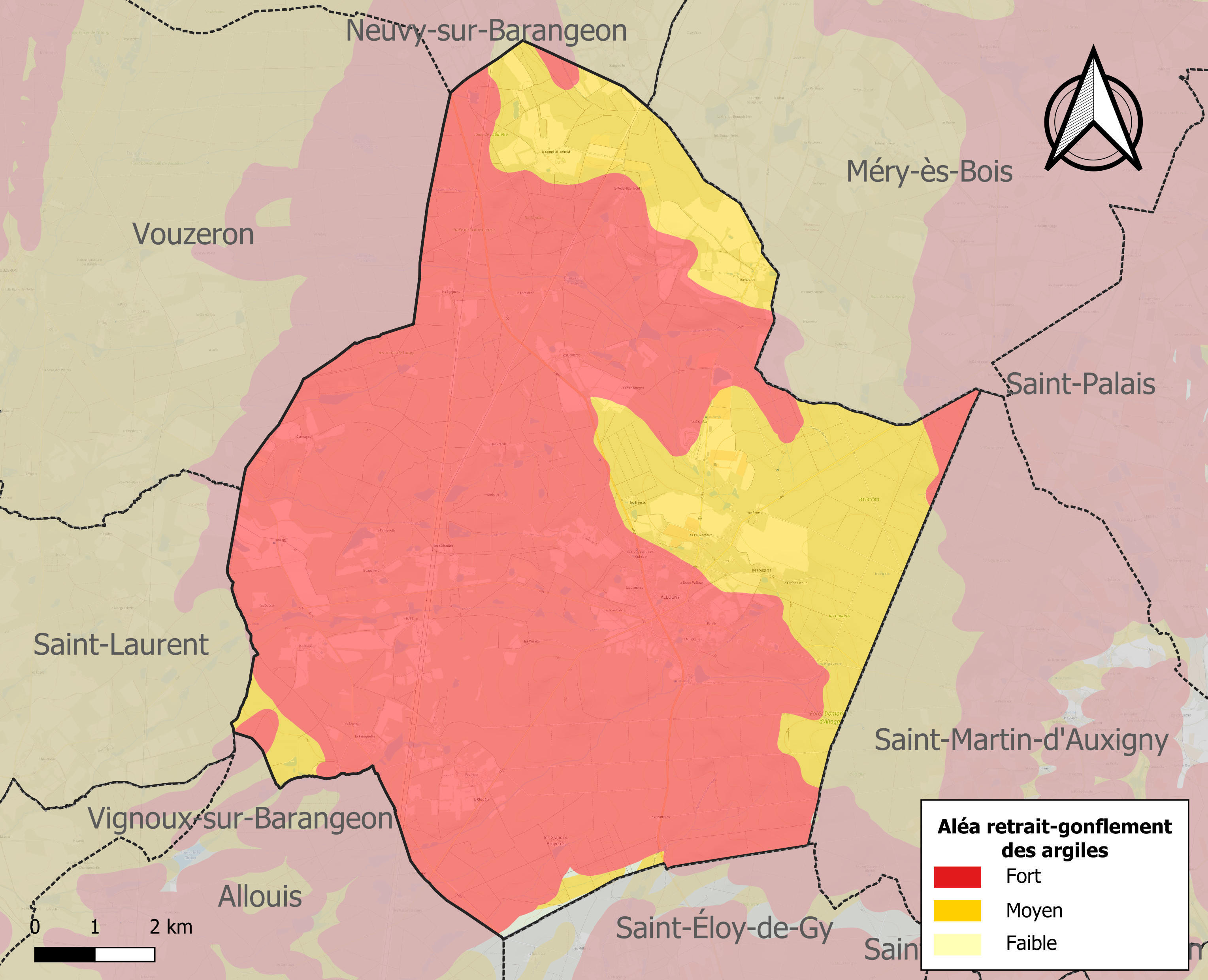
Carte des zones d'aléa retrait-gonflement des sols argileux d'Allogny.

La commune est vulnérable au risque de mouvements de terrains constitué principalement du retrait-gonflement des sols argileux. Cet aléa est susceptible d'engendrer des dommages importants aux bâtiments en cas d’alternance de périodes de sécheresse et de pluie. 99,8 % de la superficie communale est en aléa moyen ou fort (90 % au niveau départemental et 48,5 % au niveau national). Sur les 567 bâtiments dénombrés sur la commune en 2019, 567 sont en aléa moyen ou fort, soit 100 %, à comparer aux 83 % au niveau départemental et 54 % au niveau national. Une cartographie de l'exposition du territoire national au retrait gonflement des sols argileux est disponible sur le site du BRGM,.
Concernant les mouvements de terrains, la commune a été reconnue en état de catastrophe naturelle au titre des dommages causés par la sécheresse en 1989, 1992, 2002, 2018 et 2019 et par des mouvements de terrain en 1999.

## Toponymie
En 856, – dans une décision du roi carolingien Charles II le Chauve confirmant les droits de l'abbaye Saint-Sulpice de Bourges – le nom du lieu est ainsi mentionné : Oliniacus villa confirmatur monasterio sancti Sulpicii… En 983, il est cité sous une autre forme : Aloniacum.
Ce toponyme viendrait de Alonius (patronyme d'origine germanique lié à l'installation de colons francs après l'invasion de la Gaule romaine).
Dans les anciens documents relatifs à la commune, on trouve aussi les variantes : Alloigny, Aloigny, Alougny.

## Histoire
(août 2012).

### Antiquité
Les Bituriges : depuis le Ve siècle av. J.-C., les Celtes se sont établis sur la portion du territoire européen plus connu sous le nom de Gaule. La tribu gauloise des Bituriges Cubes (ou Bituriges Cubi) est solidement implantée autour de sa capitale Avaricum (ou Avariko).
Lors de la guerre des Gaules conduite vers 50 av. J.-C. par le général romain Jules César, les envahisseurs mettent le siège à cette ville décrite par César lui-même comme l'une des plus belles et des plus riches cités gauloises. Ils finissent par la prendre ; ils la reconstruisent avec des monuments prestigieux (portes monumentales, temples, amphithéâtre, aqueducs alimentant thermes et fontaines…).
Autour de la nouvelle Avaricum, ils peuvent exploiter un espace économique déjà bien structuré par les Bituriges  – selon N.Dieudonné Glad – :
- au nord de la cité existe déjà  – autour d'Allogny – une zone spécialisée dans la métallurgie du fer. Deux conditions idéales sont en effet réunies pour ce type d'activité : d'une part, la présence de grès ferrugineux dans le sous-sol – du Crétacé – qui donne un minerai concentré (géodique), abondant et facilement exploitable ; d'autre part, le combustible : charbon de bois nécessaire à la réduction de ce minerai peut être fabriqué sur place grâce à la présence de l'antique grande forêt. Les besoins croissants en fer et en ses dérivés (tant dans le domaine civil que militaire) peuvent être aisément satisfaits, bien au-delà des limites de la cité gallo-romaine d'Avaricum.

[Le recours à l'archéologie  – beaucoup plus scientifique après 1950 qu'au XIXe siècle – a confirmé la spécificité économique de ce secteur géographique exploité depuis l'Antiquité : ( datation par le carbone 14, étude des tombes, des monnaies – numismatique –, des poteries – céramiques –, des objets utilisés dans la religion gauloise, la religion romaine et gallo-romaine, utilisation méthodique de la technique de la photographie aérienne…). C'est ainsi que plusieurs dizaines de sites ont pu être identifiés et que des fouilles ont pu être menées par des spécialistes dans certains secteurs plus prometteurs. "Des énormes dépôts de scories" (mâchefer, laitier (métallurgie)…) – témoins de ce passé métallurgique – ont été inventoriés, même après que des dizaines de milliers de tonnes de ces scories furent largement utilisées pour entretenir les routes ou pour améliorer le rendement de chaque haut fourneau construit postérieurement au sud de Bourges aux XVIIIe et XIXe siècles. Ce secteur géographique de la forêt d'Allogny a poursuivi en effet jusqu'à la fin du XIXe siècle  –soit pendant au moins 20 siècles ! – une activité importante centrée sur l'extraction et la métallurgie du fer].
- au sud d'Avaricum, la plaine aisément cultivable permet de produire la nourriture nécessaire à la cité (rôle que continuera de jouer pendant des siècles la Septaine de Bourges).
- voie romaine ? Compte tenu de ce que l'on peut observer le long des routes quittant Bourges vers le sud, plusieurs chercheurs ont sérieusement envisagé  –parallèlement à la « route d'Orléans » actuelle –  le passage par "Allogny" de la voie romaine reliant l'ancienne capitale des Carnutes : Autricum—Chartres à Avaricum - Bourges, via Cenabum—Orléans. (Au-delà d'Avaricum les déplacements et les échanges commerciaux se prolongeant -via Dunum --Dun-sur-Auron puis (en Bourbonnais) Aquae Bormonis-- Bourbon-l'Archambault et Donobrium--Châtel-de-Neuvre vers la capitale des Gaules : Lugdunum -- Lyon ou vers Augustonemetum -- Clermont-Ferrand (le Nemossos des Arvernes). Cependant, en l'absence de vestiges de la voie à proximité du bourg d'Allogny et si l'on prend en compte les fragments d'itinéraires bien identifiés dans les communes du Cher, du Loiret et du Loir-et-Cher, le tracé de la portion Avaricum-Cenabum serait à envisager ainsi : la voie passerait à l'est de la forêt près du « camp de Haute-Brune » ; ensuite -après être passée vers le hameau de Mitterand (en Allogny) où on l'a identifiée- on la retrouverait largement à l'est de Neuvy sur Barangeon d'où elle continuerait vers Souesmes, Pierrefitte-sur-Sauldre, Vouzon et La Ferté-Saint-Aubin… Quant à l'autre voie romaine  – moins importante –qui aurait existé entre Avaricum et Blesum--Blois via Noviodunum Neung-sur-Beuvron, l'itinéraire ne passerait pas par le bourg d'Allogny mais serait à rechercher à l'ouest de Saint-Eloy-de-Gy vers le château de Dame puis près de Saint-Laurent (Cher) sur le Barangeon (La Loeuf du Houx), Orçay…
- Selon Grégoire de Tours (mort en 594)  – historien des premiers siècles de l'Église –, Ursus (Ursin de Bourges) que la tradition considère comme le premier évangélisateur du Berry vers 300, aurait fondé trois monastères près d'Avaricum : à Tausiriacus (peut-être Trouy), à Pontiniacus (peut-être La Chapelle-Saint-Ursin) et à Onia (peut-être Allogny).

### Moyen Âge
- vers 1050 : Humbaud de Vierzon – seigneur de Mehun – donne les dîmes d'Allogny aux chanoines de l'église collégiale Notre-Dame-de-Mehun. Cela engendre aussitôt un recours de l'abbaye Saint-Sulpice de Bourges auprès de l'archevêque qui finit par rétablir l'abbaye dans ses anciens droits.
- 1212 : reconstruction de l'église Saint-Sulpice d'Allogny (dont il ne subsiste  – dans l'édifice actuel – que le portail roman de l'entrée).
- Le « grand chemin royal » de Paris à Lyon par Orléans, Bourges et Moulins  – que plusieurs rois de France empruntèrent – suivait le tracé de la route actuelle de Bourges à Salbris via le bourg d'Allogny.

### Époque moderne
- vers 1630, Anne Pierre de Villebois-Mareuil (marié à la fille de René de la Mothefélon, commandant le château de Mehun) se fixe au modeste château de Millanfroy (aujourd'hui Millanfroid), paroisse d'Allogny.
- 1700 : Gabriel « de Bègues »  – maire perpétuel de la ville de Bourges – est seigneur de la Cour (en Allogny) et du Chaillou.
- 1741 : Mathias « Lebègue », chevalier, maire perpétuel de la ville de Bourges, est noté « seigneur d'Allogny ». Sa fille épouse François Gassot de la Vienne chevalier, seigneur d'Allogny, vicomte-gouverneur de Dun-le-Roi (devenu Dun-sur-Auron).
- 1762 : la population de la paroisse est évaluée à 80 feux.
- 1763, Antoinette Thérèse de Villebois-Mareuil, dame de Millanfroy, est ensevelie dans l'église d'Allogny (ce privilège est habituellement réservé aux membres des familles seigneuriales bienfaitrices de la paroisse et aux membres du clergé).
- NB : sous l'Ancien Régime, la paroisse d'Allogny est soumise à la prévôté royale de Mehun-sur-Yèvre.
- Jusqu'à la Révolution française de 1789, la paroisse d'Allogny (établie sous le patronage de saint Sulpice - archevêque de Bourges du VIIe siècle – fait partie des 28 paroisses que contrôle l'abbaye royale « Saint-Sulpice-de-la-Nef », bâtie au pied des murs de Bourges près du port fluvial aménagé sur l'Yèvre ; cet important monastère d'hommes est fondé vers 613 par le roi Clotaire II). L'abbaye perçoit donc -entre autres taxes, péages, « droits »- la part la plus importante des dîmes versées par les habitants de ces paroisses. D'autre part, l'abbé dispose du « droit de patronage » (ou pouvoir de présentation) pour la nomination du clergé desservant ces paroisses, c'est le chef de ce monastère qui propose à l'archevêque le nom du futur bénéficiaire de ce « bénéfice » (appelé prébende dans certains cas).

### Époque contemporaine
- 1789 : une brigade de maréchaussée est instituée à Allogny.
- Après la Révolution française, la commune fait partie du canton de Menetou-Salon siège de la justice de paix ; quelques années plus tard, le chef-lieu du canton est déplacé à Saint-Martin-d'Auxigny.
- en 1860, le châtelain de la Cour est M. de Caussigny.
- 1907 : le château de la Cour est occupé par M. Louis de la Bastide.
- 1942 : le premier maquis (résistance) se crée en forêt d'Allogny.

## Politique et administration

### Liste des maires
| Période                                  | Période   | Identité            | Étiquette | Qualité                                                                |
| ---------------------------------------- | --------- | ------------------- | --------- | ---------------------------------------------------------------------- |
| av.1978                                  | ?         | Henri Moulle        | UDF       | Médecin, suppléant de Jean-François Deniau, puis député de 1978 à 1981 |
|                                          |           |                     |           |                                                                        |
| 1989                                     | 1996      | Jean Pierre Leconte |           |                                                                        |
| 1996                                     | 2001      | Jean Minard         |           |                                                                        |
| mai 2001                                 | mars 2014 | Jacques Chollet     |           | Retraité de l'éducation nationale                                      |
| mars 2014                                | mai 2020  | Alain Thebault      |           | Cadre retraité du secteur privé                                        |
| mai 2020                                 | En cours  | Bruno Siravo,       |           | Contremaître, agent de maîtrise                                        |
| Les données manquantes sont à compléter. |           |                     |           |                                                                        |

## Démographie
L'évolution du nombre d'habitants est connue à travers les recensements de la population effectués dans la commune depuis 1793. Pour les communes de moins de 10 000 habitants, une enquête de recensement portant sur toute la population est réalisée tous les cinq ans, les populations de référence des années intermédiaires étant quant à elles estimées par interpolation ou extrapolation. Pour la commune, le premier recensement exhaustif entrant dans le cadre du nouveau dispositif a été réalisé en 2005.

En 2022, la commune comptait 1 130 habitants, en évolution de +10,78 % par rapport à 2016 (Cher : −2,48 %, France hors Mayotte : +2,11 %).
| 1793 | 1800 | 1806 | 1821 | 1831 | 1836 | 1841 | 1846 | 1851 |
| ---- | ---- | ---- | ---- | ---- | ---- | ---- | ---- | ---- |
| 694  | 647  | 897  | 901  | 709  | 780  | 782  | 773  | 815  |

| 1856 | 1861 | 1866  | 1872  | 1876  | 1881  | 1886  | 1891  | 1896  |
| ---- | ---- | ----- | ----- | ----- | ----- | ----- | ----- | ----- |
| 837  | 907  | 1 060 | 1 067 | 1 046 | 1 057 | 1 097 | 1 069 | 1 053 |

| 1901  | 1906 | 1911 | 1921 | 1926 | 1931 | 1936 | 1946 | 1954 |
| ----- | ---- | ---- | ---- | ---- | ---- | ---- | ---- | ---- |
| 1 001 | 993  | 957  | 743  | 636  | 577  | 535  | 530  | 526  |

| 1962 | 1968 | 1975 | 1982 | 1990 | 1999 | 2005 | 2006 | 2010  |
| ---- | ---- | ---- | ---- | ---- | ---- | ---- | ---- | ----- |
| 544  | 534  | 623  | 765  | 916  | 896  | 986  | 986  | 1 018 |

| 2015  | 2020  | 2022  | - | - | - | - | - | - |
| ----- | ----- | ----- | - | - | - | - | - | - |
| 1 010 | 1 097 | 1 130 | - | - | - | - | - | - |

## Culture locale et patrimoine

### Lieux et monuments
- Église Saint-Sulpice
- Château de La Cour
- La Fontaine au Verdier (1903)
- La fontaine Saint-Sulpice

### Personnalités liées à la commune
- Docteur Maurice Bonneau, déporté de la Résistance, officier de la Légion d'honneur, décédé en 1966, a été maire de la commune.
- Docteur Henri Moulle, député du Cher de 1978 à 1981, a exercé simultanément les fonctions de maire de la commune.
- Étienne Taillemite, historien français, y est décédé le 24 août 2011.